# Mycale vaceleti
Mycale vaceleti är en svampdjursart som beskrevs av L. Hajdu 1995. Mycale vaceleti ingår i släktet Mycale och familjen Mycalidae.
Artens utbredningsområde är Madagaskar. Inga underarter finns listade i Catalogue of Life.